# Brielen
Brielen is een dorp in de Belgische provincie West-Vlaanderen en een deelgemeente van de stad Ieper, het was een zelfstandige gemeente tot aan de gemeentelijke herindeling van 1971. 
Brielen ligt net buiten het stadscentrum van Ieper, langs de Veurnseweg N8 naar Veurne en de Vlaamse Westkust. Doordat de snelweg A19 vanuit het binnenland stopt in Ieper, zorgt deze N8 vaak voor veel verkeersdrukte doorheen het dorpscentrum van Brielen, zeker bij strandweer.

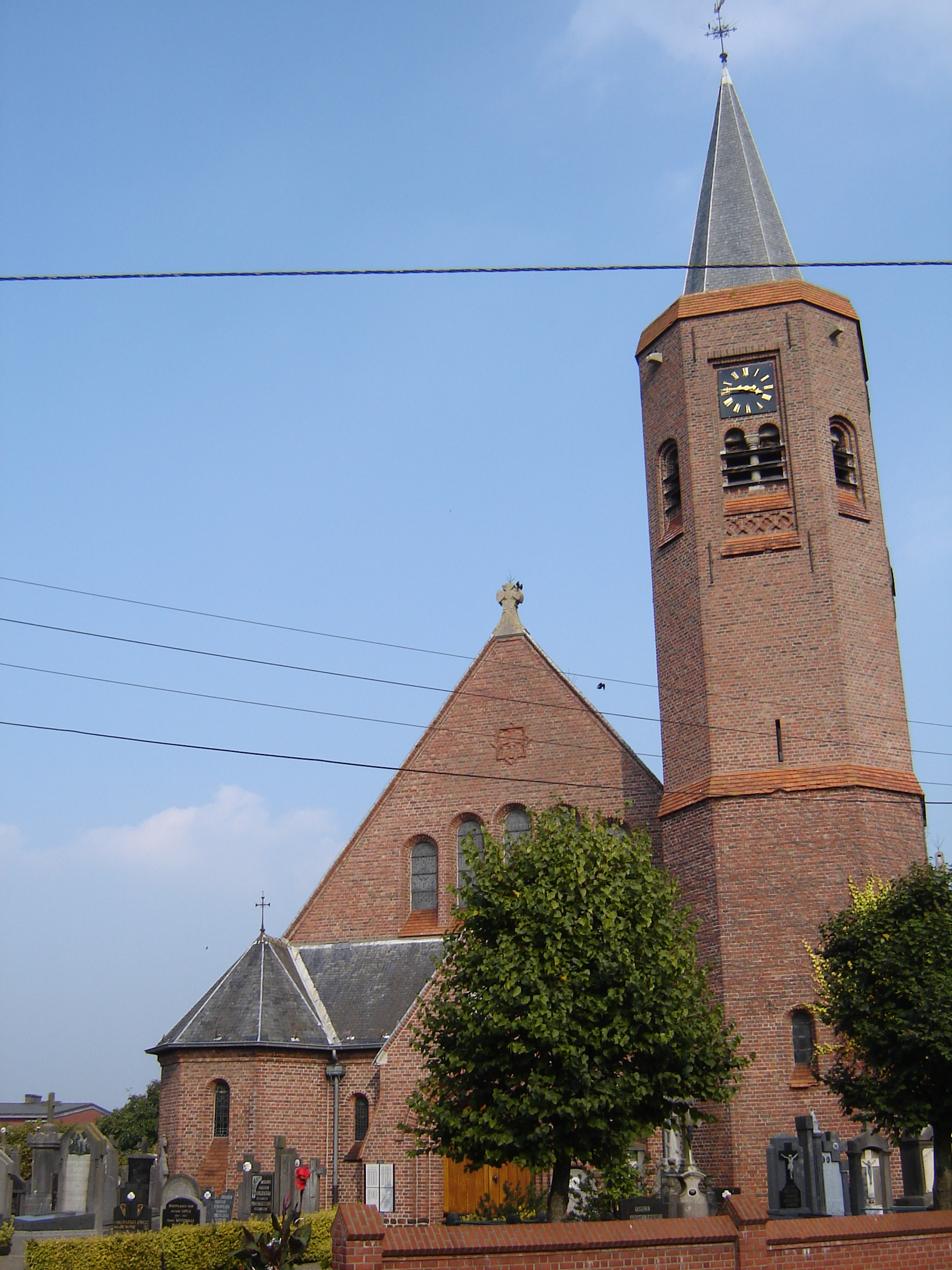
Onze-Lieve-Vrouwkerk

## Geschiedenis
Brielen werd voor het eerst vermeld ergens tussen 1129 en 1158 als Brile, wat moerassig bos zou betekenen. Brielen behoorde tot de heerlijkheid Vierlinkhoven, in de 15e en 16e eeuw in bezit van de familie Quaetjonck. Het dorp werd tijdens de Eerste Wereldoorlog geheel verwoest, en daarna herbouwd. In 1796 werd het een zelfstandige gemeente, welke in 1970 bij de fusiegemeente Ieper werd gevoegd. (koninklijk besluit van 23 maart 1970 en wet van 17 juli 1970)

## Demografische ontwikkeling
- Bronnen:NIS, Opm:1831 tot en met 1970=volkstellingen

## Bezienswaardigheden
- De Onze-Lieve-Vrouwekerk
- Het Buurlofhof, een hoeve waarvan de omgeving en het poortegebouw beschermd zijn
- Kasteel De Drie Torens
- Solferino Farm Cemetery, een Britse militaire begraafplaats uit de Eerste Wereldoorlog. De begraafplaats telt ongeveer 300 graven.

## Natuur en landschap
Brielen is een lintdorp met bebouwing uit de jaren '20 van de 20e eeuw. Tussen het kasteel en het dorp werd later een wijk in sociale woningbouw opgericht. Brielen ligt op ongeveer 20 meter hoogte in Zandlemig Vlaanderen. In het oosten vindt men de Ieperlee, in het westen vindt men de Wanebeek, die ook de grachten van het kasteel voedt.

## Nabijgelegen kernen
Ieper, Vlamertinge, Elverdinge, Boezinge

## Trivia
Onze-Lieve-Vrouw is de patroonheilige van Brielen.
Deelgemeenten: Boezinge · Brielen · Dikkebus · Elverdinge · Hollebeke · Ieper · Sint-Jan · Vlamertinge · Voormezele · Zillebeke · Zuidschote

Overige plaatsen: Brandhoek · Lizerne · Pilkem · Potyze · Sint-Elooi · Verlorenhoek · Wieltje 

Belgische gemeenten · Arrondissement Ieper · West-Vlaanderen · Vlaanderen